# Acasis viretata
Acasis viretata là một loài bướm đêm thuộc họ Geometridae. Nó được tìm thấy ở hầu hết châu Âu tới Đông Á. Nó cũng có mặt ở Bắc Mỹ.
Sải cánh dài 25–29 mm. Con trưởng thành bay từ giữa tháng 4 đến tháng 10 làm hai đợt ở miền tây Âu.
Ấu trùng ăn rất nhiều loài thực vật, bao gồm Rhamnus frangula, Hedera helix, Ligustrum, Ilex aquifolium, Cornus sanguinea và Sorbus aucuparia.

## Hình ảnh

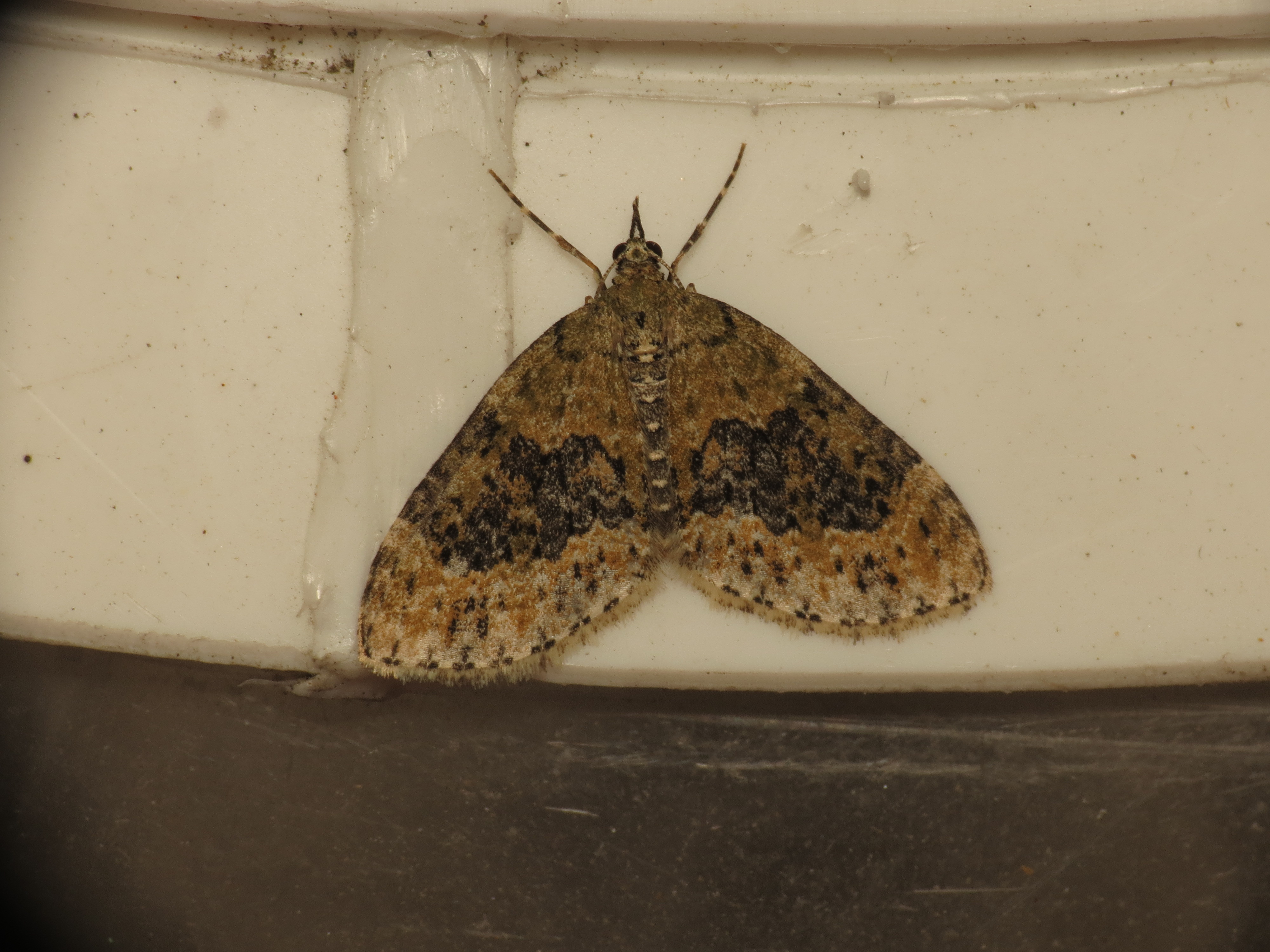
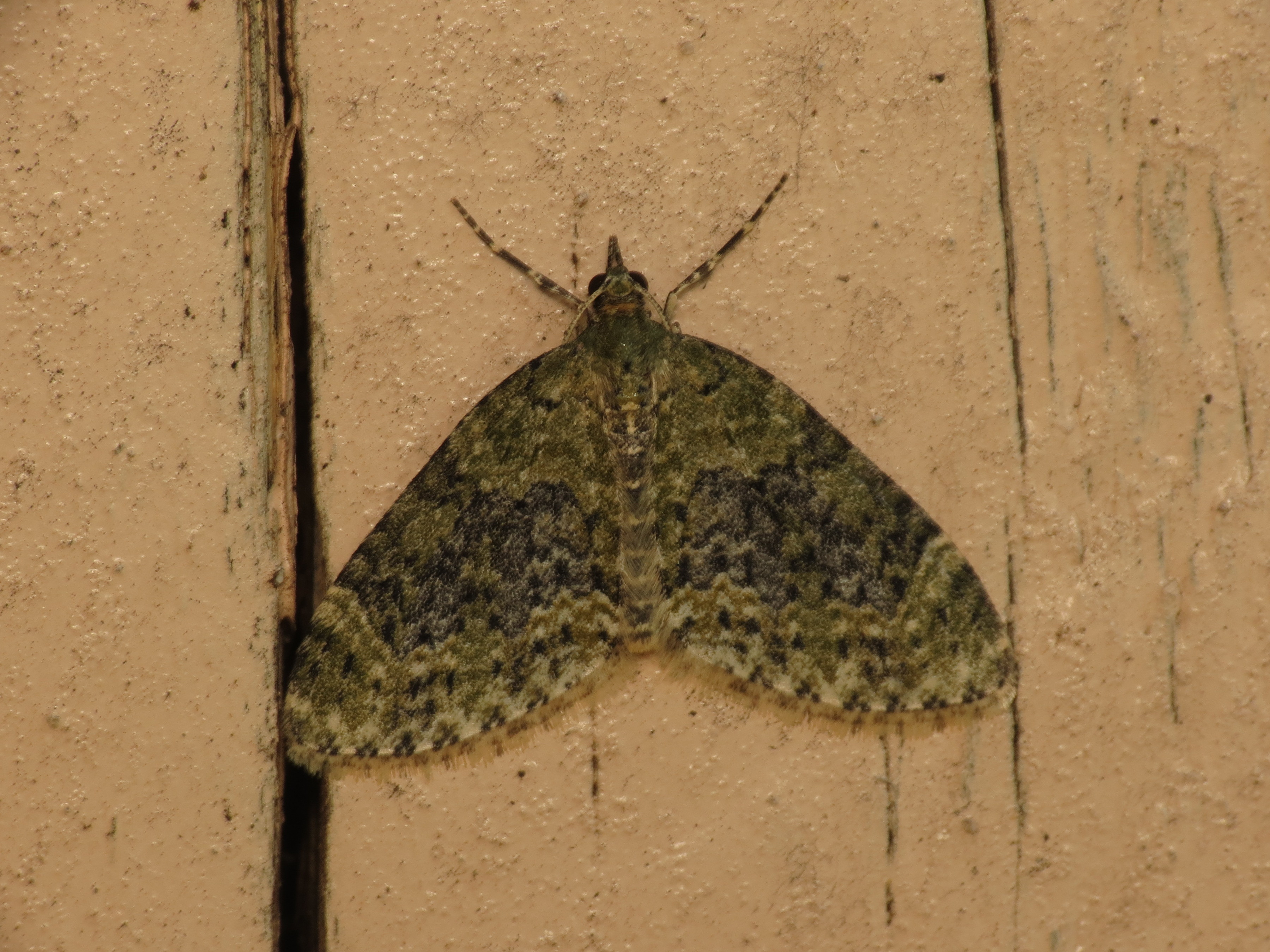
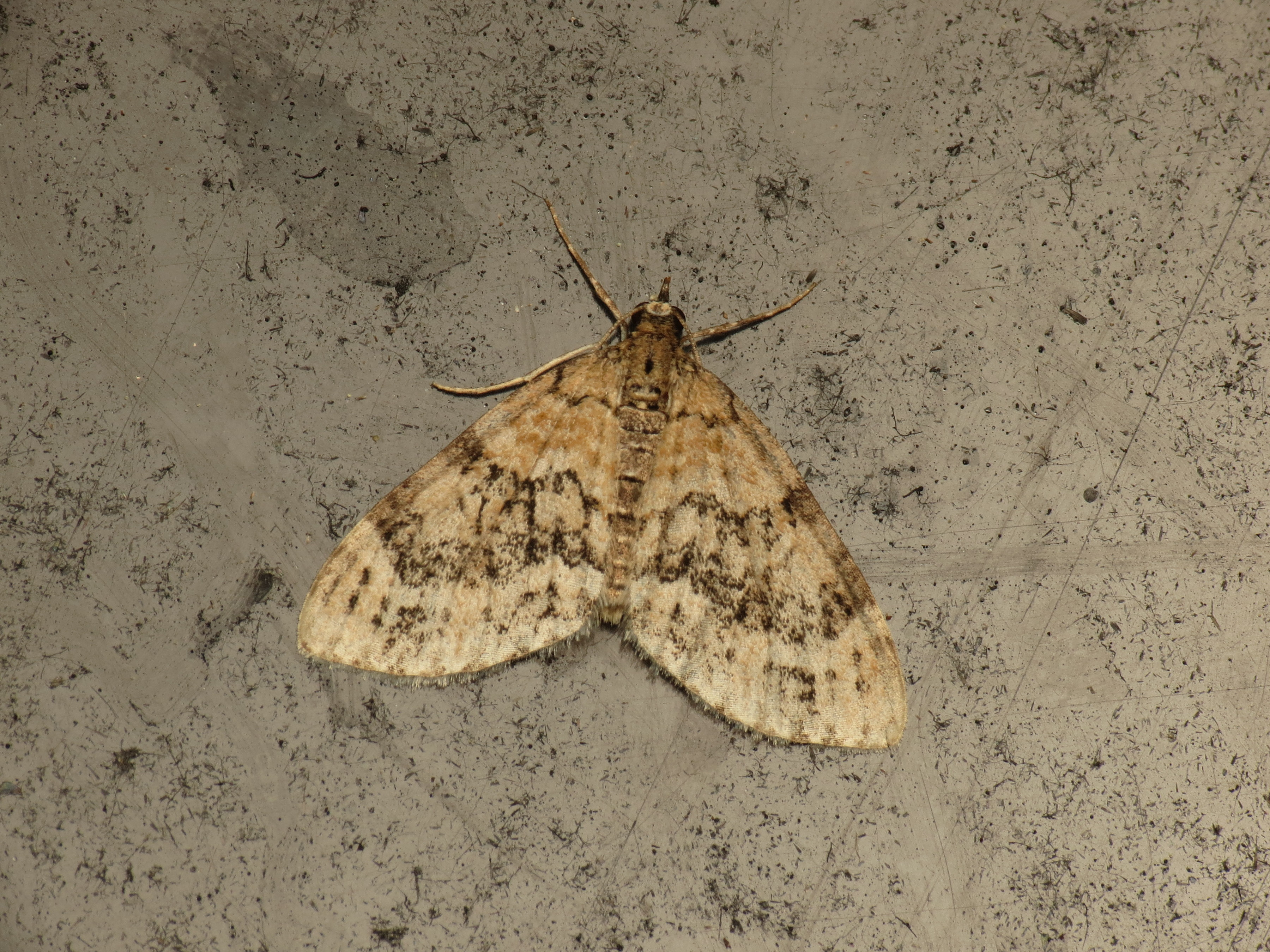
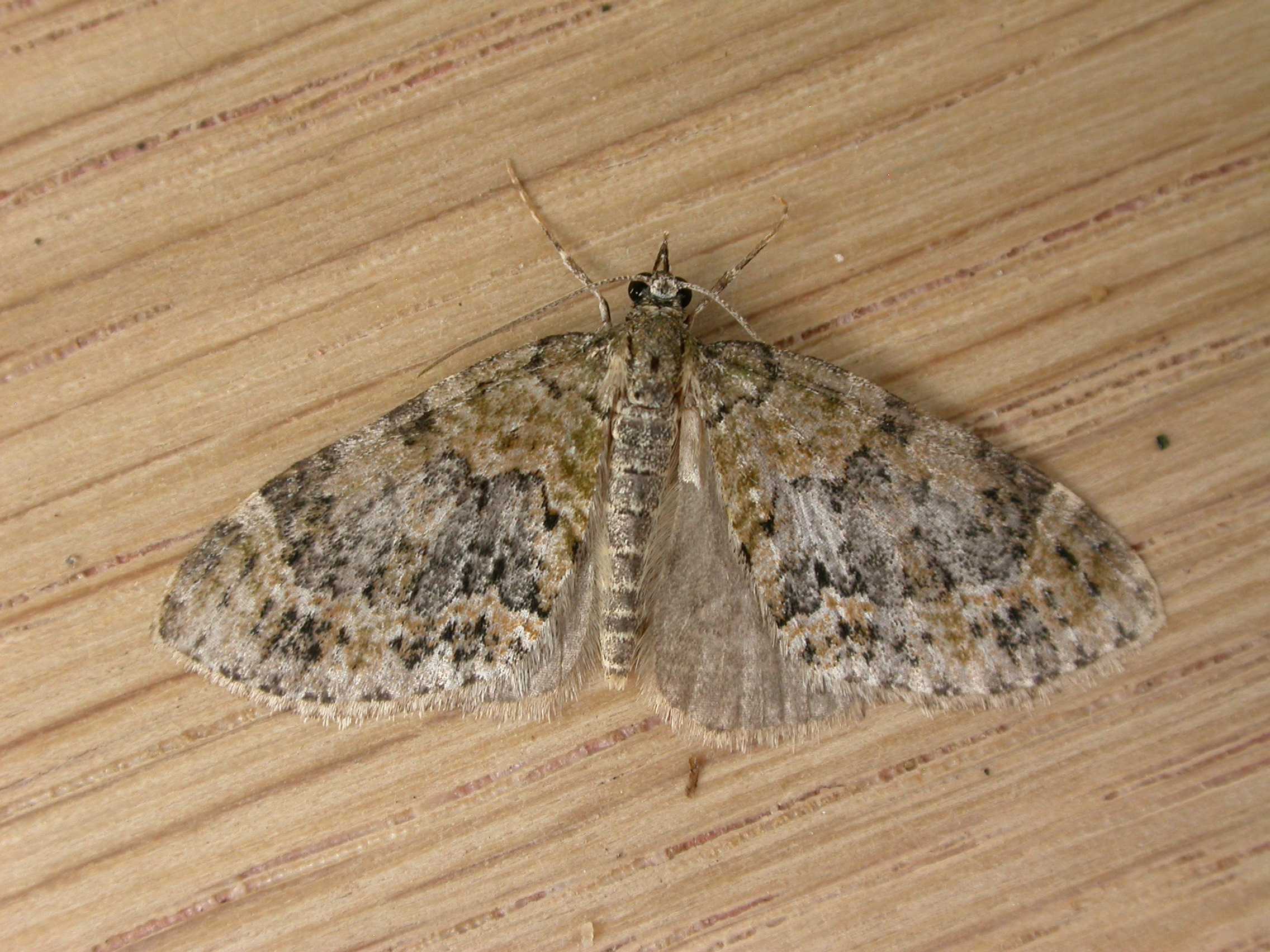